# Verbolten
Verbolten in Busch Gardens Williamsburg (Williamsburg, Virginia, USA) ist eine Stahlachterbahn des Herstellers Zierer Rides vom Modell Elevated Seating Coaster, die am 18. Mai 2012 eröffnet wurde. Sie wurde an der Stelle errichtet, an der sich zuvor die Achterbahn The Big Bad Wolf befand.

## Streckenlayout
Die 864,1 m lange Strecke verfügt über eine 26,8 m hohe Abfahrt. Die Züge werden mittels Linearmotoren (LSM) beschleunigt. Um mitfahren zu dürfen, müssen die Fahrgäste mindestens 1,22 m groß sein.
Nach Verlassen der Station durchfährt der Zug mehrere kleine Abfahrten und Kurven, bevor er beschleunigt und im Inneren einer geschlossenen Halle (Show Building) weitere Kurven und Abfahrten bezwingt. Das Innere der Halle ist dabei klischeehaft als dunkler und gefährlicher Schwarzwald gestaltet. Noch in der Halle kommt der Zug zum Stehen, bevor er nach einigen Augenblicken auf einem, erstmals von Zierer realisierten, Free-Fall Element fünf Meter in die Tiefe fällt. Es folgt eine weitere Beschleunigung, die den Zug zu der Stelle führt, an dem auch schon The Big Bad Wolf seinen Finalen Drop ausführte.

## Thematisierung
Der Name Verbolten wurde kombiniert aus dem deutschen Wort Verboten und dem englischen bolt. Bolt steht für Blitz – dargestellt im Logo der Attraktion – aber auch für das Verb to bolt, was die rasante Fahrweise beschreibt.
Die Anlage befindet sich zwar im deutschen Themenbereich Oktoberfest, die Storyline der Bahn versetzt die Fahrgäste aber in einen Ausflug durch den Schwarzwald. So durchläuft man im Wartebereich kleine Räume die beispielsweise mit alten Fahrplänen oder historischen Werbeplakaten für die Schwarzwaldregion bestückt sind. Ansagen bezüglich Einsteigevorkehrungen oder Sicherheitsaspekte werden in einem Englisch mit markantem deutschem Akzent gesprochen. Bei Zugankunft ertönt sogar ein "Auf Wiedersehen". Passend zum Thema wurden die Zugfronten angelehnt an den klassischen Porsche Targa gestaltet.